# جيمس هنري هاموند
جيمس هنري هاموند (بالإنجليزية: James Henry Hammond)‏ هو صحفي ومحامي وسياسي أمريكي، ولد في 15 نوفمبر 1807 في كولومبيا في الولايات المتحدة، وتوفي في 13 نوفمبر 1864 في الولايات المتحدة. حزبياً، نشط في الحزب الديمقراطي. وقد انتخب حاكم كارولينا الجنوبية ‏ (8 ديسمبر 1842 – 7 ديسمبر 1844) وانتخب عضو مجلس النواب الأمريكي وانتخب عضو مجلس الشيوخ الأمريكي.

## روابط خارجية
- جيمس هنري هاموند على موقع الموسوعة البريطانية (الإنجليزية)